# Cox (kommun)
Cox är en kommun i Spanien.   Den ligger i provinsen Provincia de Alicante och regionen Valencia, i den sydöstra delen av landet, 400 km sydost om huvudstaden Madrid. Antalet invånare är 7 077. Arean är 16,6 kvadratkilometer. Cox gränsar till Albatera, Callosa de Segura, Granja de Rocamora, Orihuela och Redován. 
Terrängen i Cox är platt åt nordost, men åt sydväst är den kuperad.